# Boron (Costa d'Avorio)
Boron  è una città e sottoprefettura della Costa d'Avorio appartenente al dipartimento di Dikodougou. Conta una popolazione di 24 239 abitanti (censimento 2014).